# Izocianat

Forma generală a grupei funcționale izocianat

Restul izocianat este o grupă funcțională cu formula generală R–N=C=O. Compușii organici care conțin o grupă izocianat sunt denumiți izocianați. Diizocianații sunt fabricați pentru că prin reacția cu poliolii dau poliuretani, o categorie de polimeri.

## Obținere
Izocianații se obține în urma reacției dintre amine și fosgen:
RNH2  +  COCl2   →   RNCO  +  2 HCl
Aceste reacții au loc prin intermediul unei cloruri de carbamoil (RNHC(O)Cl). Datorită pericolului asociat manipulării fosgenului, la obținerea izocianaților trebuiesc luate măsuri de siguranță speciale.

## Proprietăți

### Reacții cu nucleofilii
Izocianații sunt electrofili, fiind astfel reactivi față de o varietate mare de nucleofili, precum alcoolii, aminele, chiar și apa. Prin tratarea cu un alcool, izocianații formează o legătură de tip uretan:
ROH + R'NCO → ROC(O)N(H)R' (unde R și R' sunt grupe alchil sau aril)
Dacă se tratează un diizocianat cu un compus ce conține una sau mai multe grupe hidroxil (dioli sau polioli, de exemplu), se formează catene polimerice, cunoscute sub denumirea de poliuretani. Prin reacția cu apa formează dioxid de carbon și amine:
RNCO  +  H2O   →   RNH2  +  CO2
De asemenea, izocianații mai reacționează cu amine, obținându-se derivați de uree:
R2NH + R'NCO → R2NC(O)N(H)R'
Prin adiția unui izocianat la uree se obține un derivat de biuret:
R2NC(O)N(H)R' + R"NCO   →  R2NC(O)NR'C(O)NHR"

### Reacții de transpoziție
Interesant la izocianați este faptul că apar ca și compuși intermediari în multe reacții de sinteză ale aminelor, pe care le eliberează prin hidroliză:
- Transpoziția Hofmann, o reacție de transformare a unei amide primare în amina corespunzătoare prin intermediul izotiocianaților. Ca și oxidanți se folosesc agenți puternici: hipobromit de sodiu[3][4][5] sau tetraacetat de plumb.[6]
- Reacție Schmidt, o reacție de transformare a unui acid carboxilic, prin tratare cu amoniac și acid hidrazoic, cu obținere de izocianat.
- Transpoziția Curțius este o reacție de degradare a azidelor prin intermediul izotiocianaților. Se obțin amine și azot gazos.
- Transpoziția Lossen a acizilor hidroxamici, se face cu agenți de deshidratare.

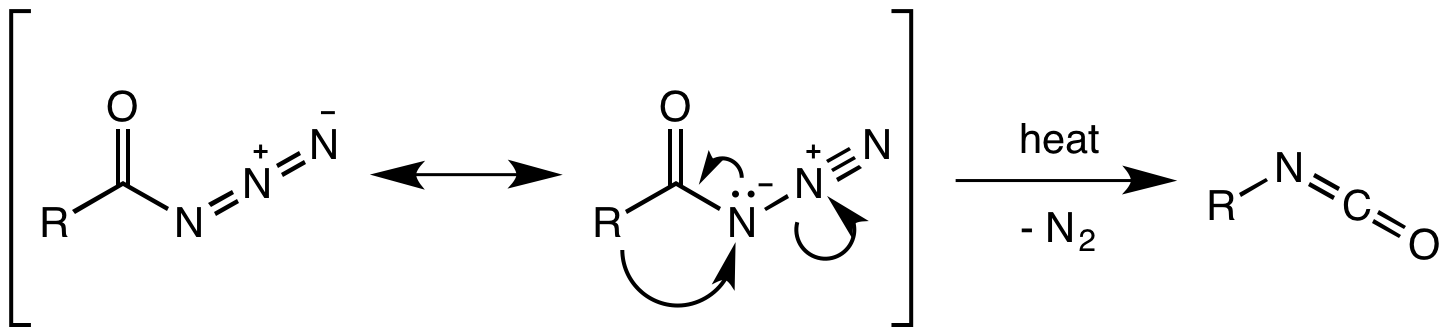
Ca exemplu, mecanismul degradării Curțius a azidelor la izotiocianat